# Auto-Poney
Auto-Poney war ein französischer Hersteller von Automobilen.

## Unternehmensgeschichte
Pierre Massing gründete 1907 das Unternehmen in Paris zur Produktion von Automobilen. Am 21. Juni 1907 wurde der Markenname Auto-Poney ins Pariser Warenzeichenregister eingetragen. Im gleichen Jahr endete die Produktion.

## Fahrzeuge
Das Unternehmen stellte Voituretten her. Dabei handelte es sich um vierrädrige Kleinwagen. Der Motor war vorne im Fahrzeug montiert und trieb die Hinterachse an. Die offene Karosserie ohne Wetterschutz bot Platz für zwei Personen.